# 埃德加·贝拉斯克斯
埃德加·贝拉斯克斯（西班牙語：Édgar Velásquez，1974年4月3日—），生于图库皮塔，委内瑞拉男子拳击运动员。他曾代表委内瑞拉参加1995年泛美运动会拳击比赛，获得男子48公斤级金牌。